# Барон (рассказ)
Барон — рассказ Антона Павловича Чехова. Написан в 1882 году, впервые опубликован в журнале «Мирской толк», № 47 от 20 декабря с подписью А. Чехонте.

## Публикации
Рассказ А. П. Чехова «Барон» написан в 1882 году, впервые опубликован в журнале «Мирской толк», № 47 от 20 декабря с подписью А. Чехонте, в 1884 году включен в сборник «Сказки Мельпомены». Для сборника рассказ был переработан, слово барон стало использоваться не как титул, а как кличка, усилена тема любви барона к театру.

## Сюжет
В рассказе описывается суфлер театра с кличкой Барон. Эту кличку он носит уже двадцать лет. Барон — невысокий, худой старичок, лет шестидесяти. Писатель дает подробное описание внешности суфлера: «Его шея дает с позвоночником тупой угол, который скоро станет прямым. У него большая угловатая голова, кислые глаза, нос шишкой и лиловатый подбородок. По всему лицу его разлита слабая синюха, вероятно, потому, что спирт стоит в том шкафу, который редко запирается бутафором. Впрочем, кроме казенного спирта, барон употребляет иногда и шампанское, которое можно найти очень часто в уборных, на донышках бутылок и стаканов. Его щеки и мешочки под глазами висят и дрожат, как тряпочки, повешенные для просушки. На лысине зеленоватый налет от зеленой подкладки ушастой меховой шапки, которую барон, когда не носит на голове, вешает на испортившийся газовый рожок за третьей кулисой. Голос его дребезжит, как треснувшая кастрюля».
Барон появляется в трёх местах: в кассе, в суфлерской будке и в мужской уборной. В кассе Барон ночует, в суфлерской будке работает суфлером, антракты проводит в мужской уборной. Отношение окружающих к Барону пренебрежительное, с ним не церемонятся, если он шепчет из суфлерской будки слишком тихо или слишком громко, его посылают к чёрту и грозят штрафом или отставкой.
Когда-то давно Барон мог стать артистом, но ему не хватало смелости выступать на сцене. «Ему вечно казалось, что они, эти головы, которыми усеяны все пять ярусов, низ и верх, захохочут и зашикают, если он позволит себе показаться на сцене. Он бледнел, краснел и немел от ужаса, когда предлагали ему подебютировать». Несмотря на предложения выступить на сцене, он откладывал, «пока не состарился, не разорился и не попал в суфлерскую будку».
Барон работает добросовестно, перед спектаклем несколько раз прочитывает пьесу, чтобы не ошибиться, а когда бьет первый звонок, он уже сидит в будке и перелистывает свою книжку. Усердней его трудно найти кого-либо во всем театре.
Однажды с ним произошел скандал. Давали «Гамлета», театр был полон зрителей. Барон был зол за то, что Гамлета дали играть молодому рыжему артисту. Во время действия у Барона в будке тряслись руки, путались страницы. В какой-то момент он стал учить актера, как играть Гамлета, в это время актер промедлил, минуту в театре было глубокое молчание, в этот момент барон стукнулся головой о край будки, из райка крикнули: «Браво, барабанщик!» Зрители подумали, что шум произвел барабанщик, дремавший в оркестре. Барон покраснел от стыда и испугался, что его выгонят из театра. Он стал молча укорять себя: «Не твое дело, старая, заржавленная щеколда! Твое дело быть только суфлером, если не хочешь, чтобы тебе дали по шее, как последнему лакею…».